# Bhotia (cheval)
Pour les articles homonymes, voir Bhotia.
Le Bhotia, ou poney du Bhoutan, est une race de poney originaire du Bhoutan, de l'Inde et du Népal. Plutôt rare, il est utilisé pour le transport en montagne, un biotope auquel il est parfaitement adapté.

## Dénomination et classification
« Bhotia » est le nom international le plus commun. En anglais, la race est nommée « Bhutia », ou « Buthia », qui est également son nom en hindi et en dzongkha.
Le dictionnaire de CAB International signale de très nombreux autres noms pour la race. Trois variétés sont connues sous les noms de « Chyanta », « Tanghan » et « Tattu ». En népalais, la race est nommée « Bhote ghoda », ce qui correspond aux noms « poney du Bhoutan » et « Bhutani », parfois rencontrés. Au Bhoutan, elle est aussi connue sous les noms de « Boeta » et « Boetia ».
L'auteur autrichien Martin Haller cite le Bhotia parmi des « variantes du poney mongol », et assure qu'il constitue une même race avec le Spiti.

## Histoire

Répartition des différentes races de chevaux élevées en Inde.

En 2006 et 2007, un plan de sauvegarde prévu sur dix ans a été adopté par le gouvernement de l'Inde, en faveur du Bhotia.

## Description
En Inde, la FAO relève une fourchette de taille pouvant aller de 1,25 m chez les femelles à 1,45 m pour les mâles, le poids médian étant respectivement de 260 et 345 kg. Au Bhoutan, la race est plus petite, car la mesure est de 1,24 m chez les mâles. Ce poney toise généralement entre 1,32 m et 1,34 m en Inde. Au Népal, en fonction de leur taille, plusieurs variétés du poney Bhotia sont distinguées. Le type Tattu est le plus petit. Élevé davantage en altitude, il toise en moyenne 1,04 m pour 225 kg, et n'est que bâté. Le type Chyanta est plus grand, toisant en moyenne 1,28 m pour 275 kg. Le type Tanghan est le plus grand, soit 1,36 m pour 325 kg. L'encyclopédie Delachaux et Niestlé cite une moyenne de 1,27 m.
Les études génétiques ont permis de déterminer l'appartenance du Bhotia aux races de poney, mais il est assez distant des autres races de poney de l'Inde, le Zanskari, le Manipur et le Spiti. Il se révèle plus proche du Marwari.

### Morphologie
Le Chyanta présente un modèle de cheval de selle. La race ressemble au poney tibétain, en plus fin. Moins élégant que les autres races de poneys de l'Inde, il ressemble à une version plus grande du Spiti.
Le Bhotia présente une tête au profil rectiligne, pas trop large mais avec des ganaches prononcées. La poitrine est profonde, le corps compact, avec une encolure courte, épaisse et musclée. Le garrot est peu sorti, les épaules droites, le dos droit et solide. L'arrière-main est ronde et musclée, les jambes courtes et fortes sont dotées de fanons abondants. Les crins sont longs, fournis et hirsutes.

### Robes
La robe est unie. La FAO la signale souvent « blanche », mais il s'agit plus vraisemblablement de gris clair, les variations de teinte incluant évidemment le gris fer. On trouve aussi du bai, de l'alezan et du rouan,.

### Tempérament et entretien
Le Bhotia est particulièrement adapté au climat et au relief de sa région. Il présente une grande frugalité et une bonne endurance, mais son tempérament est réputé plutôt inégal,. En raison des pratiques d'élevage locales en Inde, le ratio de mâles par rapport aux femelles varie de 1 pour 5 à 1 pour 8. La reproduction est essentiellement naturelle.
D'après Haller, certains sujets sont capables d'ambler.

## Utilisations

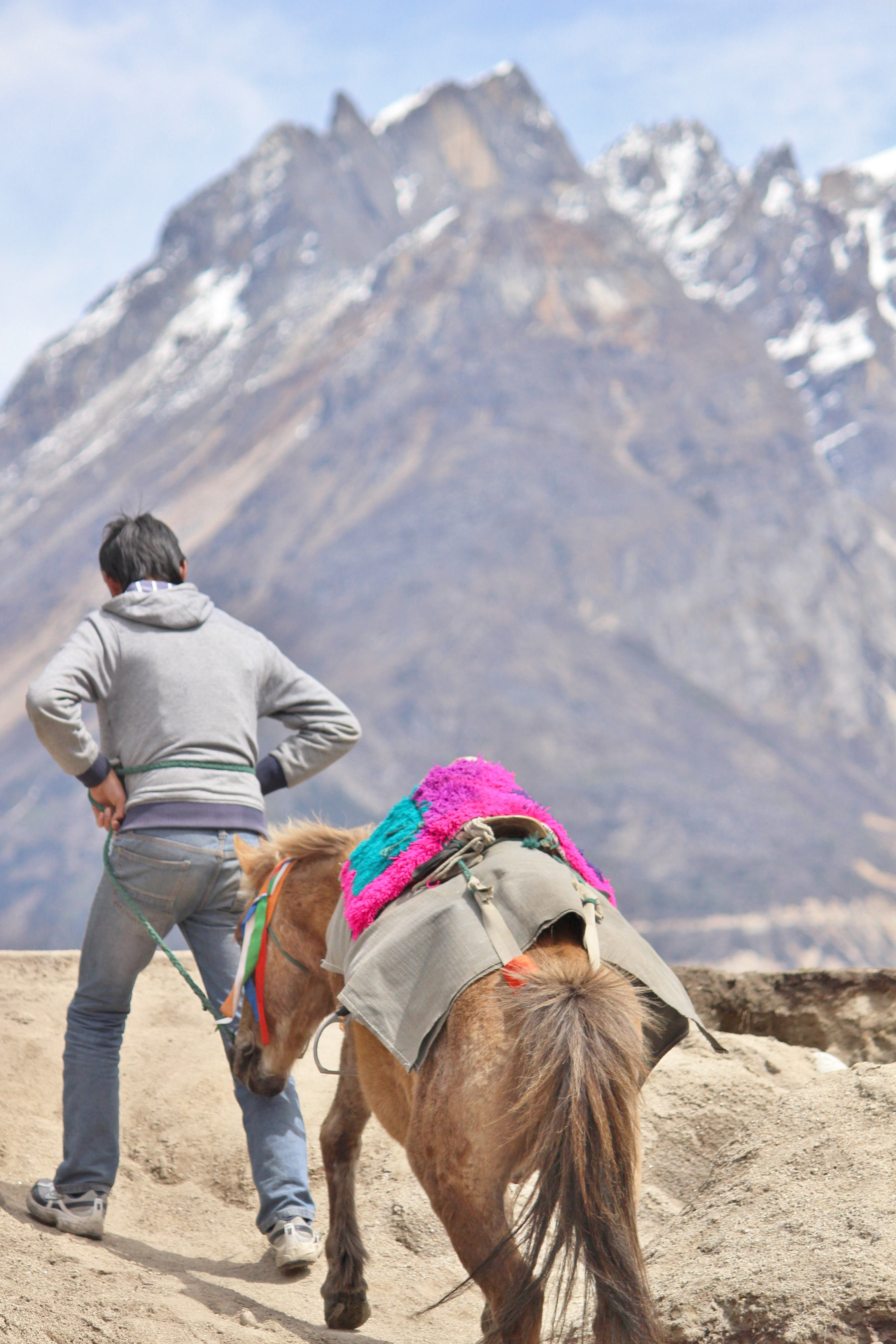
Poney de bât dans le Sikkim.

D'après la FAO, l'animal est désormais utilisé principalement pour les sports équestres en Inde. Le Bhotia reste cependant très employé pour le bât et la selle dans les régions montagneuses, il sert principalement d'animal de transport au Bhoutan. Ses capacités de portage se combinent à un pied sûr en montagne.

## Diffusion de l'élevage

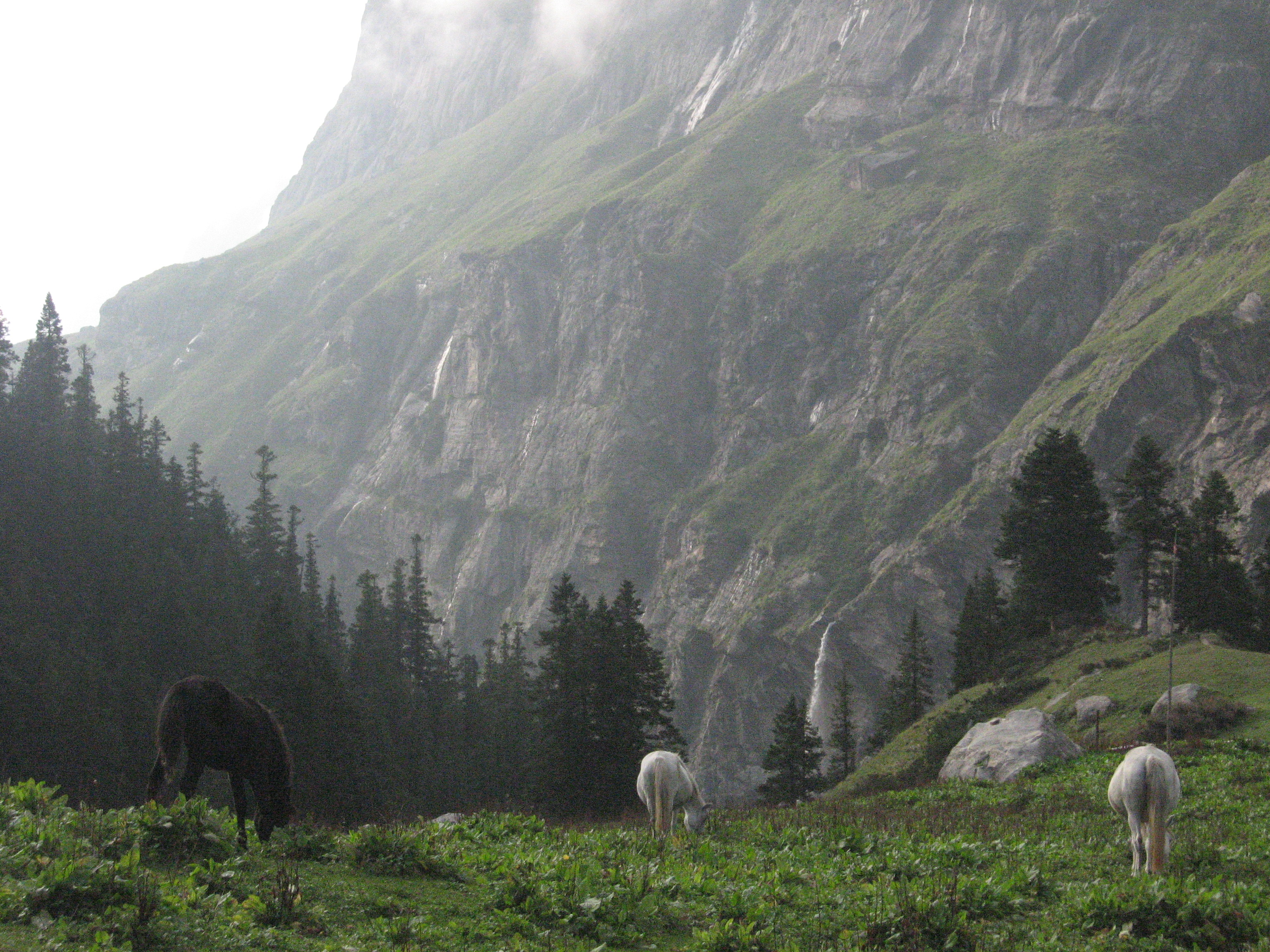
Poneys gris de race Bhotia ou Spiti dans la vallée de Parvati, dans l'Himachal Pradesh

En Inde, le Bhotia est présent dans les régions du Sikkim, du Darjeeling et de l'Arunachal Pradesh. La race provient d'une région située près de la frontière tibétaine, incluant l'Himachal Pradesh. En 1982, la FAO relève une population de 3 000 à 4 000 de ces poneys en Inde, avec une tendance à la stabilité. Il y a alors 1 500 femelles capables de se reproduire, pour 150 mâles reproducteurs. La race est considérée comme menacée en Inde.
La FAO relève la présence de ces chevaux au Bhoutan, sous le nom de « Boeta », dans les régions de Bumthang, Trashiyangtse, Gasa et Thimphou, dans le nord du pays,. La race y est rare. Elle existe aussi au Népal, sous le nom de « Bhotia ». La fermeture des frontières entre le Bhoutan et le Tibet a probablement nui à la diffusion de la race.
L'évaluation de la FAO publiée en 2007 signale que le niveau de menace sur le Boeta au Bhoutan est inconnu. L'étude de Rupak Khadka de l'université d'Uppsala menée pour la FAO en 2010 considère le Bhotia comme une race régionale transfrontière asiatique non-menacée d'extinction, figurant parmi les races asiatiques les mieux diffusées. Par ailleurs, l'ouvrage Equine Science (4e édition de 2012) le classe parmi les races de poneys peu connues au niveau international.